# Dišeča perla
Dišeča perla, znana tudi pod imenom dišeča lakota (znanstveno ime Galium odoratum) je zdravilna rastlina, ki je domorodna po večini Evrope, od Španije in Irske na zahodu do Rusije, zahodne Sibirije, Turčije in Irana, Kavkaza vse do Kitajske in Japonske na dalnjem vzhodu. Uspeva tudi v delih ZDA in Kanade. Danes jo pogosto sadijo v vrtove zaradi lepih cvetov in prijetnega sladkastega vonja.

## Opis
Dišeča perla je trajnica, ki v višino doseže med 30 in 50 cm. Ima plazečo tanko korenino, iz katere poganjajo številna pokončna gladka štiriroba stebla. Iz stebel izraščajo vretenasto razraščeni suličasti listi, ki so po robovih poraščeni z drobnimi dlačicami, dolgi pa so med 2 in 5 cm.  Na vrhu stebel so v majhnih kobulih zbrani majhni beli zvezdasti cvetovi s po štirimi venčnimi listi in s premerom med 4 in 7 mm. Plodovi so okrogli, s premerom od 2 do 4 mm, obdani pa so z ovojnico, ki je prekrita z drobnimi kaveljčki, s katerimi se zlahka oprimejo živalske dlake in človekovih oblačil. S tem rastlina poskrbi za uspešno širjenje.

## Uporaba
Pripravki iz dišeče perle se v ljudskem zdravilstvu uporabljajo kot pomirjevalo, pri težavah z menstruacijo, za lajšanje migren, proti depresiji in vodenici, pa tudi pri jetrnih obolenjih. V Nemčiji je izjemno priljubljena tudi v pivovarstvu in žganjarstvu, pa tudi za aromatiziranje vina ter različnih sladic.